# ブラックフット (アイダホ州)

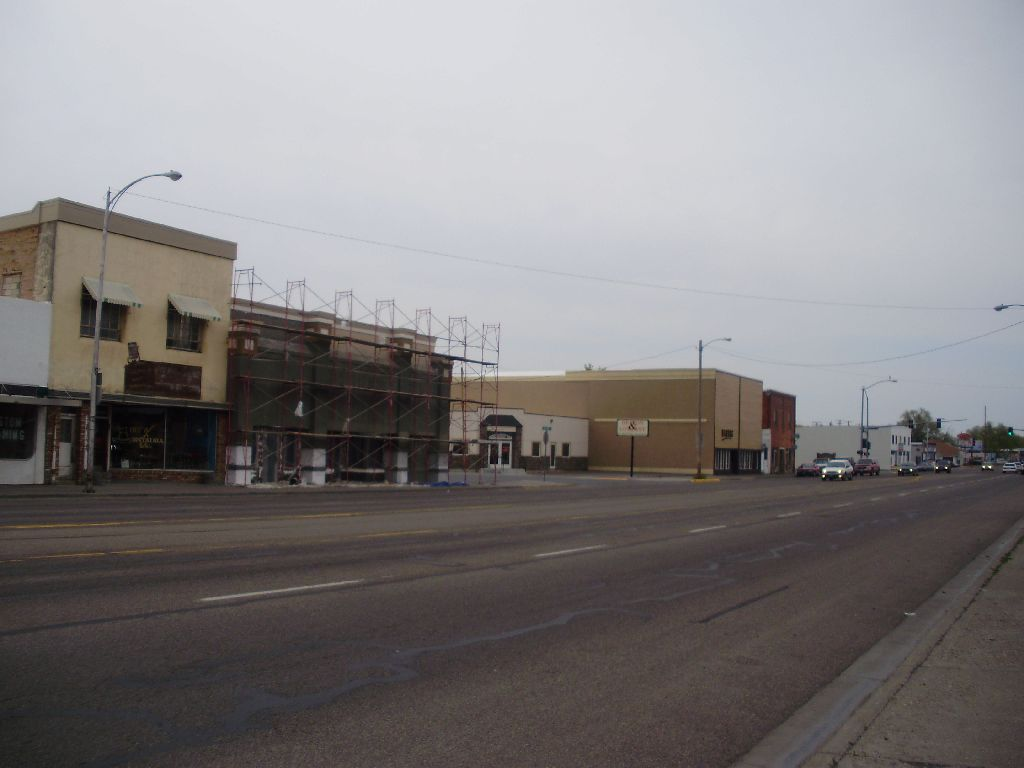
ダウンタウン

ブラックフット（Blackfoot）は、アメリカ合衆国アイダホ州の都市。ビンガム郡の郡庁所在地である。人口は1万2346人（2020年）。世界最大のじゃがいも産業を有することから、「世界のじゃがいも首都」と呼ばれる。また、アイダホ・ポテト・エクスポ（アイダホのじゃがいも産業の歴史を紹介し説明する博物館およびギフトショップ）がある。
ブラックフット都市圏はビンガム郡全体を含む。

## 地理

ビンガム郡内の位置（右）

ブラックフットは北緯43度11分24秒 西経112度20分46秒 / 北緯43.19000度 西経112.34611度 (43.190068, -112.346037)に位置している。
アメリカ合衆国統計局によると、総面積14.7 km2 (5.7 mi2) である。このうち14.0 km2 (5.4 mi2) が陸地で0.7 km2 (0.3 mi2) が水面である。総面積の4.59%が水面となっている。

## 人口動勢
2000年国勢調査で、この都市は人口10,419人、3,685世帯、及び2,682家族が暮らしている。人口密度は743.6/km2 (1,926.4/mi2) である。280.4/km2 (726.4/mi2) の平均的な密度に3,929軒の住宅が建っている。この都市の人種的な構成は白人86.76%、アフリカン・アメリカン0.21%、先住民2.51%、アジア1.09%、太平洋諸島系0.03%、その他の人種6.33%、及び混血3.06%である。ここの人口の13.17%はヒスパニックまたはラテン系である。
この都市内の住民は31.2%が18歳未満の未成年、18歳以上24歳以下が10.9%、25歳以上44歳以下が25.5%、45歳以上64歳以下が18.9%、及び65歳以上が13.4%にわたっている。中央値年齢は31歳である。女性100人ごとに対して男性は96.5人である。18歳以上の女性100人ごとに対して男性は91.3人である。
この都市の世帯ごとの平均的な収入は33,004米ドルであり、家族ごとの平均的な収入は36,553米ドルである。男性は31,489米ドルに対して女性は20,625米ドルの平均的な収入がある。この都市の一人当たりの収入 (per capita income) は15,529米ドルである。人口の14.6%及び家族の11.5%は貧困線以下である。全人口のうち18歳未満の22.4%及び65歳以上の5.7%は貧困線以下の生活を送っている。